# Émile Louis Ragonot
Émile Louis Ragonot (12. října 1843, Paříž, Francie – 13. října 1895, Paříž) byl francouzský entomolog, který se zabýval převážně skupinou malých motýlů (microlepidoptera). V roce 1885 byl prezidentem Société entomologique de France. Během svého života napsal asi 145 prací a článků, které pojednávaly převážně o problematice malých motýlů.
Pojmenoval 301 nových rodů z řádu motýlů, hlavně z čeledi zavíječovití (Pyralidae).
Jeho sbírka hmyzu (microlepidoptera z celého světa) se asi od roku 1897 nachází v Museum national d'histoire naturelle v Paříži.